# Gatelita-(Ce)
La gatelita-(Ce) és un mineral de la classe dels silicats, que pertany al grup de la gatelita. Rep el nom en honor de Pierre Gatel, president fundador de l'Associació francesa de Micromineralogia (AFM).

## Característiques
La gatelita-(Ce) és un silicat de fórmula química CaCe₃Al₂(Al,Mg)(Mg,Fe2+,Al)(Si₂O₇)(SiO₄)₃(O,F)(OH,O)₂. Va ser aprovada com a espècie vàlida per l'Associació Mineralògica Internacional l'any 2001. Cristal·litza en el sistema monoclínic. La seva duresa a l'escala de Mohs es troba entre 6 i 7.
Segons la classificació de Nickel-Strunz, la gatelita-(Ce) pertany a «09.B - Estructures de sorosilicats amb grups barrejats de SiO₄ i Si₂O₇; cations en coordinació octaèdrica [6] i major coordinació» juntament amb els següents minerals: al·lanita-(Ce), al·lanita-(La), al·lanita-(Y), clinozoisita, dissakisita-(Ce), dol·laseïta-(Ce), epidota, hancockita, khristovita-(Ce), mukhinita, piemontita, piemontita-(Sr), manganiandrosita-(La), tawmawita, tweddillita, ferrial·lanita-(Ce), niigataïta, manganiandrosita-(Ce), dissakisita-(La), vanadoandrosita-(Ce), uedaïta-(Ce), epidota-(Sr), al·lanita-(Nd), ferrial·lanita-(La), åskagenita-(Nd), zoisita, macfal·lita, sursassita, julgodita-(Fe2+), okhotskita, pumpel·lyïta-(Fe2+), pumpel·lyïta-(Fe3+), pumpel·lyïta-(Mg), pumpel·lyïta-(Mn2+), shuiskita, julgoldita-(Fe3+), pumpel·lyïta-(Al), poppiïta, julgoldita-(Mg), ganomalita, rustumita, vesuvianita, wiluïta, manganovesuvianita, fluorvesuvianita, vyuntspakhkita-(Y), del·laïta i västmanlandita-(Ce).

## Formació i jaciments
Va ser descoberta a la mina de talc de Trimouns, situada al municipi de Lusenac, dins el departament d'Arieja (Occitània, França). També ha estat descrita al dipòsit de Taipingzhen (Hunan, República Popular de la Xina) i a la mina Malmkärra (Västmanland, Suècia). Aquests tres indrets són els únics de tot el planeta on ha estat descrita aquesta espècie mineral.